# La Vilella Baixa
La Vilella Baixa – gmina w Hiszpanii, w prowincji Tarragona, w Katalonii, o powierzchni 5,55 km². W 2011 roku gmina liczyła 222 mieszkańców.